# Thaxterina multispora
Thaxterina multispora är en svampart som beskrevs av Sivan., R.C. Rajak & R.C. Gupta 1988. Thaxterina multispora ingår i släktet Thaxterina och familjen Tubeufiaceae.   Inga underarter finns listade i Catalogue of Life.